# Therese von Mor

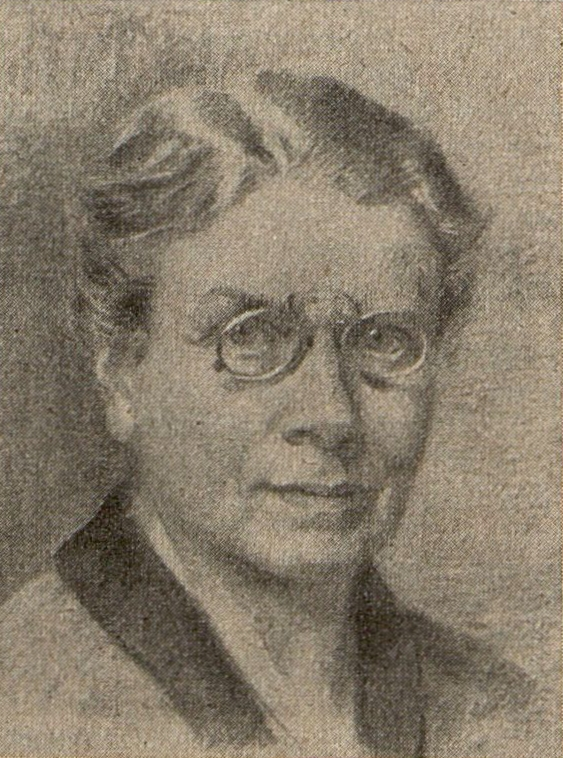
Selbstbildnis von Therese von Mor (1929 veröffentlicht)

Therese von Mor zu Sunnegg und Morberg (* 4. August 1871 in Klagenfurt; † 17. November 1945 in Wien) war eine österreichische Malerin.

## Leben
Therese von Mor stammte aus einer Tiroler Adelsfamilie. Sie war die Tochter des Offiziers Franz Ritter von Mor (1820–1896) und dessen Ehefrau Cornelie, geb. Wirth von Nyárasd. Sie hatte einen Bruder, Franz Freiherr von Mor-Merkl (1868–1952). Zeitweilig lebte sie als Stiftsdame.
Mit 20 Jahren zog Therese von Mor von ihrer Geburtsstadt Klagenfurt nach Wien. Dort besuchte sie die Wiener Kunstgewerbeschule, wo sie eine Schülerin von Karl Karger war. 1894 ging sie nach München und setzte ihre Studien an der Damenakademie bei Ludwig von Herterich und Ludwig Schmid-Reutte fort. Um die Jahrhundertwende war sie eine Schülerin von Lucien Simon in Paris. Anschließend unternahm sie Studienfahren nach Italien. Danach lebte sie in München und Wien.
In Wien wohnte Therese von Mor in der Cumberlandstraße 63, wo sie auch Privatunterricht erteilte. Sie war Vorstandsmitglied der Vereinigung bildender Künstlerinnen Österreichs, deren Ausstellungen sie ebenso beschickte wie die des Wiener Künstlerhauses, der Acht Künstlerinnen und anderer Künstlergruppen. Zudem war sie Mitglied des Zentralverbandes bildender Künstler Österreichs sowie des Münchner Künstlerinnenvereins.
Therese von Mor starb 1945 im Alter von 74 Jahren in Wien. Sie wurde in einem Familiengrab am Hietzinger Friedhof bestattet.

## Werk

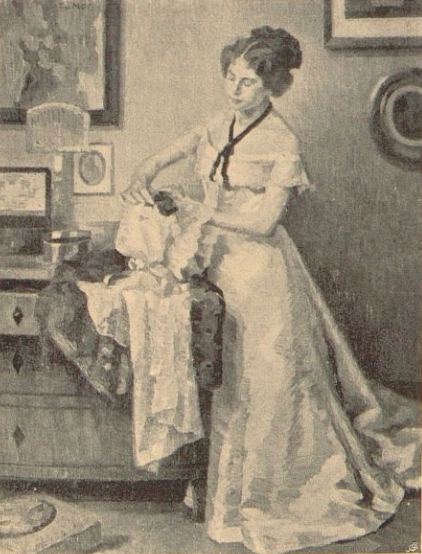
Abbildung des Ölgemäldes Die Theaterhaube aus dem Katalog zur dritten Ausstellung der VBKÖ (1912)

Therese von Mor schuf hauptsächlich Porträts, aber auch Genrebilder, Landschaften, Stillleben sowie gelegentlich Kirchenbilder und Interieurs. Sie malte in Öl, Aquarell und Pastell. Auch Zeichnungen und Radierungen gehören zu ihrem Gesamtwerk. Neben Originalen fertigte sie Kopien nach alten Meistern.
Werke (Auswahl)
- Bildnis des Landsknecht-Hauptmanns Ernst von Wedel, 1901 Ausstellung Salon der Société[7]
- Grossmutter und Kind, 1902 Ausstellung Wiener Künstlerhaus
- Studienkopf, Kohlezeichnung, 1904 Ausstellung Acht Künstlerinnen und ihre Gäste[8]
- Fischerfrau mit Katze, 1905 Ausstellung Oberösterreichischer Kunstverein
- Ölsiederei in Livland, Zeichnung, 1905 Ausstellung Münchener Secession[9]
- Ponte vecchio in Florenz, farbige Zeichnung, 1906 Ausstellung Acht Künstlerinnen und ihre Gäste[10]
- Tulpen, Ölgemälde, 1909 Ausstellung Acht Künstlerinnen und ihre Gäste[11]
- Netze auf der Wanderdüne, Pastell, 1910 Ausstellung VBKÖ
- Anemonen, 1911 Ausstellung Oberösterreichischer Kunstverein
- In Katwijk, Pastell, 1912 Ausstellung VBKÖ
- Vollendamer Fischer, Zeichnung, 1912 Ausstellung VBKÖ
- Die Theaterhaube und Blumen und Früchte, Ölgemälde, 1912 Ausstellung VBKÖ[12]
- Bildnis von Stephan von Millenkovich, erschienen in Stephan Milow: Abendrot: Neue Gedichte Adolf Bonz, Stuttgart 1912.
- Rosen am Fenster, 1914 Ausstellung VBKÖ
- Studie in Gelb (Stillleben), 1915 Ausstellung Wiener Künstlerhaus[13]
- Im Kriegsjahr (Porträt eines Jungen, der mit Zinnsoldaten spielt), Öl, 1916 Ausstellung Wirtschaftsverband bildendender Künstler Österreichs
- Aus dem alten kaiserlichen Damenstift in Hall, Pastell, 1917 Ausstellung VBKÖ in Baden[14]
- Bildhauer Professor Hofmann, Kohle, 1918 Ausstellung Secession Wien[15]
- Obstverkäuferin und Aus Volendam, 1919 Ausstellung Wirtschaftsverband bildender Künstler Österreichs[16]
- Selbstbildnis, 1929 veröffentlicht in Ullsteins Blatt der Hausfrau[3]
- Lettische Bauersfrau, 1930 Ausstellung VBKÖ
- Bildnis des Universitätsprofessors Friedrich Kovacs, im Auftrag für das Allgemeine Krankenhaus in Wien, 1932 Ausstellung VBKÖ[17]
- Rembrandt f. 1648, Radierung, 39,4 × 39,5, signiert „Th. v. Mor“, Archiv der VBKÖ[18]

## Ausstellungen (Auswahl)
- 1901: Salon der Société nationale des beaux-arts, Paris
- 1902–1905, 1910, 1913, 1915, 1919, 1920: Wiener Künstlerhaus
- 1904, 1906, 1909: Acht Künstlerinnen und ihre Gäste, Salon Pisko, Wien
- 1905, 1907: Münchener Secession
- 1905, 1908, 1911: Oberösterreichischer Kunstverein, Linz
- 1910–1912, 1914, 1916, 1917, 1920–1923, 1925, 1926–1932, 1934, 1936, 1941: Vereinigung bildender Künstlerinnen Österreichs
- 1914, 1927: Kunstverein Kärnten
- 1915, 1916, 1919, 1921, 1925: Wirtschaftsverband bildendender Künstler Österreichs
- 1917: Rudolfinum, Prag (mit VBKÖ bei „Verein Frauenfortschritt“)[19]
- 1918: Wiener Secession
- 1922: Ausstellung Hietzinger Künstler, Neues Schönbrunner Palmenhaus, Wien
- 1927: Wien und die Wiener, Messepalast, Wien
- 1928: Verband bildender Künstler „Wiener Heimatkunst“, Wien
- 1999: Blickwechsel und Einblick: Künstlerinnen in Österreich. Aus der Sammlung des Historischen Museums der Stadt Wien, Hermesvilla, Historisches Museum der Stadt Wien